# 伊利耶尼鄉

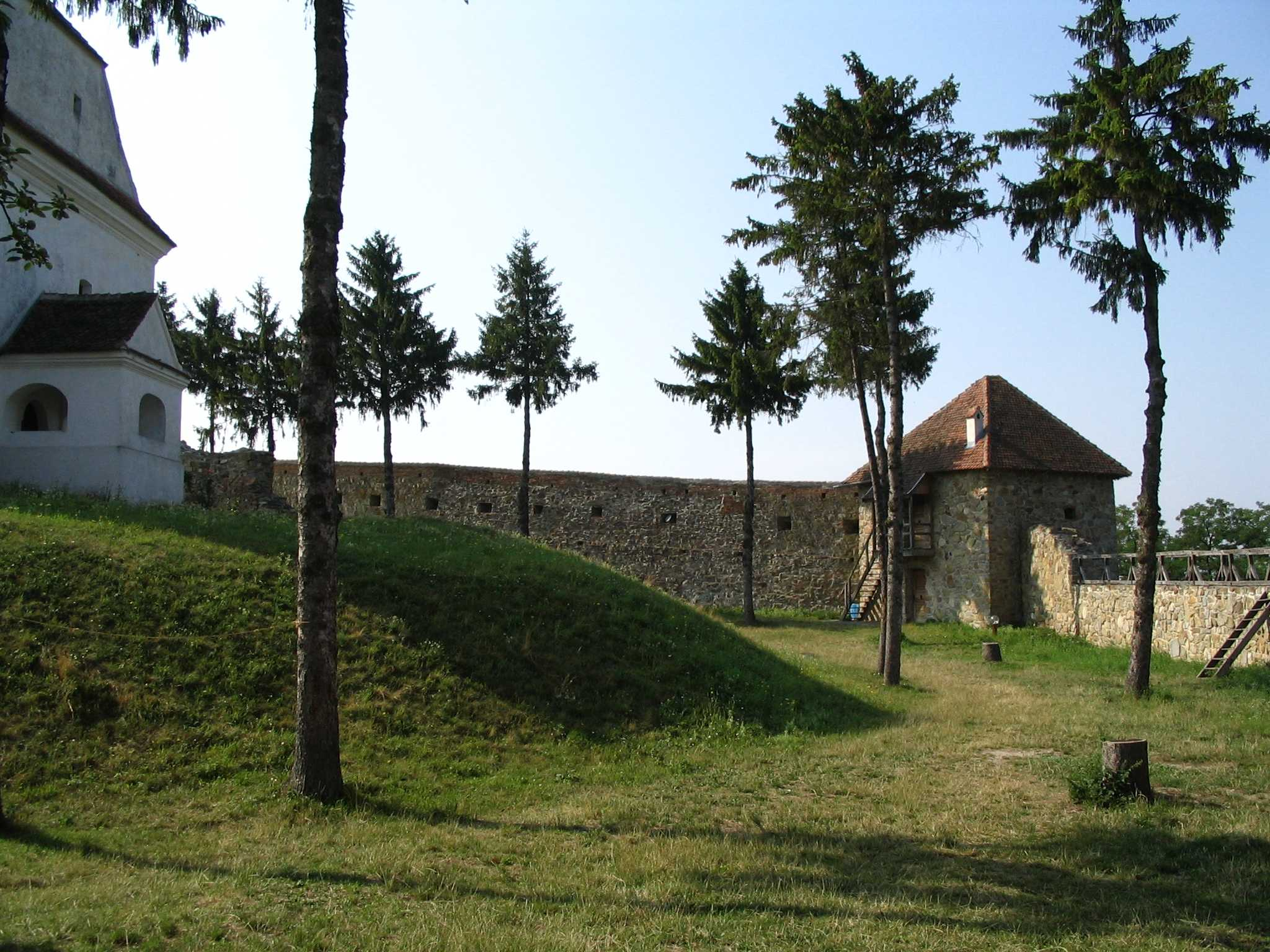

45°47′32″N 25°46′16″E / 45.79222°N 25.77111°E
伊利耶尼鄉（羅馬尼亞語：Comuna Ilieni, Covasna），是羅馬尼亞的鄉份，位於該國中部，由科瓦斯納縣負責管轄，面積60平方公里，海拔高度517米，2007年人口1,977，人口密度每平方公里33人。